# Xylosma pseudosalzmannii
Xylosma pseudosalzmannii är en videväxtart som beskrevs av Herman Otto Sleumer. Xylosma pseudosalzmannii ingår i släktet Xylosma och familjen videväxter. Inga underarter finns listade i Catalogue of Life.